# Dolichopeza (Megistomastix) portoricensis
Dolichopeza (Megistomastix) portoricensis is een tweevleugelige uit de familie langpootmuggen (Tipulidae). De soort komt voor in het Neotropisch gebied.